# Cibolo
Cibolo – miasto w Stanach Zjednoczonych, w stanie Teksas, w hrabstwach Guadalupe i Bexar. Należy do obszaru metropolitalnego San Antonio. 

## Demografia
Według przeprowadzonego przez United States Census Bureau spisu powszechnego w 2020 miasto liczyło 32 276 mieszkańców, co oznacza wzrost o 109,6% w porównaniu do roku 2010. Natomiast skład rasowy w mieście wyglądał następująco: Biali 60,8%, Afroamerykanie 18,2%, Azjaci 3,6%. Latynosi stanowili 26,9% populacji.